# Elma Halilcevic
Elma Halilcevic (født 18. juni 2000 i Esbjerg) er en dansk håndboldspiller, der spiller for Odense Håndbold og Danmarks kvindehåndboldlandshold.
Hun er født og opvokset i Esbjerg og har bosniske forældre. I byen begyndte hun sin håndboldkarriere i SAGU, og flyttede sidenhen til klubberne SGI og DUH Esbjerg. Hun debuterede efterfølgende i maj 2018 på Team Esbjergs ligahold på venstrefløjen.
I april 2021 blev hun for første gang udtaget til det danske A-landshold. Her debuterede hun i en venskabskamp mod Spanien i Hillerød, dog uden at score.
Halilcevic blev i juli 2022 tilføjet til Dansk Håndbolds udviklingstrup, som havde til formål at identificere fremtidens A-landsholdsspillere ved at koncentrere udviklingsmidlerne på en begrænset gruppe spillere. Her var hun blandt de ni spillere.
Med det danske landshold har Halilcevic flere gange været med til slutrunder, hvor også hun var med til at vinde EM-sølvmedaljer for Danmark ved EM i 2022 i Slovenien og EM i 2024 i Schweiz/Ungarn/Østrig.
I sommeren 2023 skiftede hun til den danske topklub Odense Håndbold for en tre-årig kontrakt.

## Bosniske rødder
Elma Halilcevic er blevet tilbudt at stille op for Bosnien-Hercegovina, hvor begge hendes forældre kommer fra, og hvor en stor del af hendes familie stadig bor. Men hun takkede nej, da hun altid har ønsket at repræsentere Danmark.